# Calamagrostis ponojensis
Calamagrostis ponojensis är en gräsart som beskrevs av Montell. Calamagrostis ponojensis ingår i släktet rör, och familjen gräs. Inga underarter finns listade i Catalogue of Life.